# ORF III

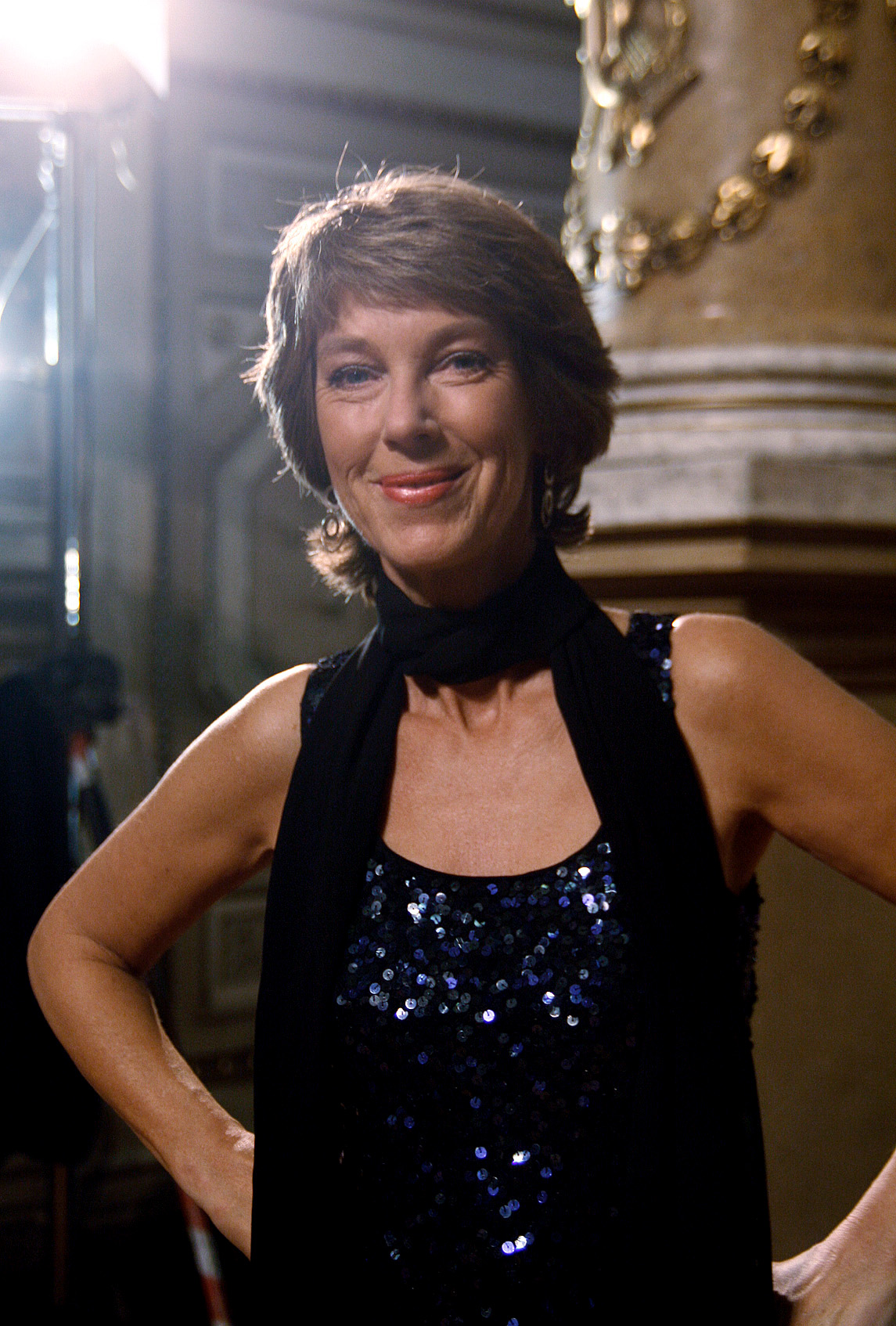
Barbara Rett, ORF-III-Moderatorin

ORF III, gelegentlich als ORF 3 geschrieben, ist ein österreichischer Spartensender, der vom Österreichischen Rundfunk als Ergänzung zum Vollprogramm neben ORF 1 und ORF 2 platziert ist und Kultur und Information in den Blickpunkt nimmt. Geschäftsführer und Programmchef ist Peter Schöber, als zweite Geschäftsführerin und kaufmännische Leiterin fungiert seit Dezember 2021 Kathrin Zierhut-Kunz, die damit auf Eva Schindlauer folgte.
Der Kulturspartensender ging am 26. Oktober 2011 um 14 Uhr auf Sendung und hat über Satellit und Kabel die Frequenzen von TW1, dessen Programm (Tourismus und Wetter) mit demselben Datum eingestellt wurde, übernommen sowie einen neuen Sendeplatz über Antenne erhalten. Im Internet sind die Sendungen über ORF ON abrufbar.
Die programmliche Aufbereitung sowie die technische Abwicklung erfolgt über die ORF Fernsehprogramm-Service GmbH & Co KG (FN 455618b), eine Tochtergesellschaft des ORF.

## Geschichte
ORF III ist zusammen mit dem zweiten ORF-Spartensender ORF SPORT + ein Nachfolger von TW1. Tourismus und Wetter waren die tragenden Säulen dieses ORF-Tochtersenders TW1, der von 1997 bis 2011 ausgestrahlt wurde. Im Zentrum von TW1 stand die Idee, dem österreichischen Tourismus eine breitere mediale Basis zukommen zu lassen. In Reisemagazinen wurden Regionen oder Attraktionen wie Thermen oder Wanderrouten vorgestellt, regelmäßig wurden Wetterinformationen über Österreich, Mitteleuropa und das aktuelle Wetter in anderen Regionen der Erde ausgestrahlt. Einzelne heute etablierte Kultursendungen wie erLesen wurden noch zu TW1-Zeiten aus der Taufe gehoben. TW1 wurde am 26. Oktober 2011 von ORF SPORT+ und ORF III abgelöst.
Chefredakteurin war bis Ende 2021 Ingrid Thurnher, die Christoph Takacs mit Jänner 2017 in dieser Funktion ablöste. Ende 2021 wurde Lou Lorenz-Dittlbacher als Nachfolgerin von Ingrid Thurnher zur Chefredakteurin ab 1. Jänner 2022 bestellt.

## Sender

### Sendeschema
Das Programm von ORF III basiert auf vier Programmsäulen:
- Kultur/Religion/Volkskultur und Regionalität
- Österreichische Zeitgeschichte und Zeitgeschehen
- Information und europäische Integration
- Kunst und Kultur

Das Programm im Hauptabend nach Wochentagen:
- Montag: ORF III Themenmontag (Themenmontag, Themenmontag: Der Talk)
- Dienstag: Kulturdienstag (erLesen, Was schätzen Sie…?, Aus dem Rahmen, Mythos Geschichte, Erbe Österreich)
- Mittwoch: Land der Berge, Heimat Österreich, treffpunkt Medizin, MERYNS sprechzimmer, Quantensprung
- Donnerstag: Wilde Reise mit Erich Pröll, Inside Brüssel, Im Brennpunkt, Politik live, DialogForum
- Freitag: Der österreichische Film, Zur Sache
- Samstag: zeit.geschichte, DENK mit KULTUR, Kabarett im Turm, kult.reloaded, Live@RKH
- Sonntag: Erlebnis Bühne, Erlebnis Bühne mit Barbara Rett

ORF III im Vorabend:
- Expeditionen, Unser Österreich, Kultur Heute, Österreich Heute, Österreich Heute – Das Magazin

Bei besonderen Anlässen zeigt der Sender außerdem das Format ORF III Spezial.

### Senderprofil

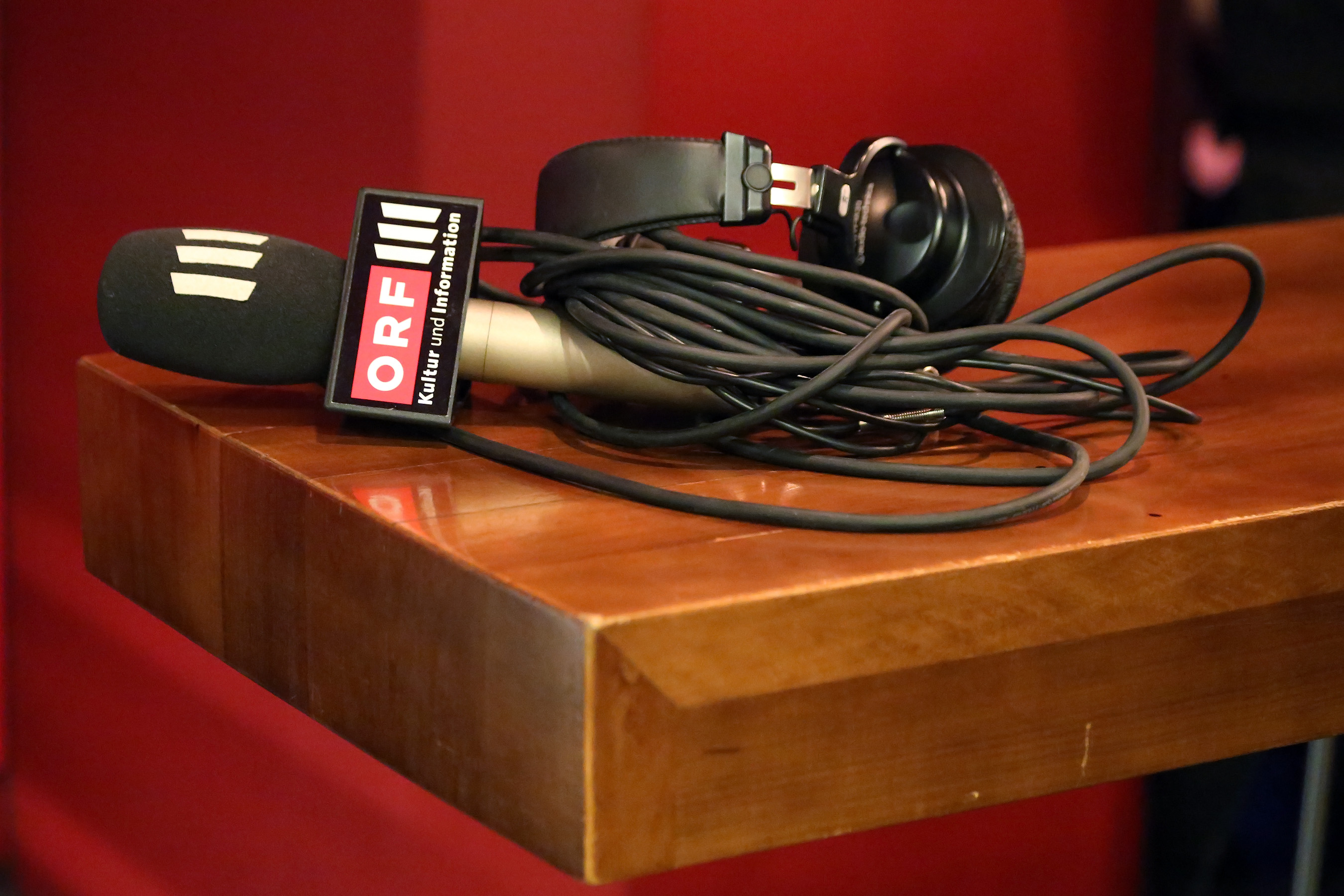
ORF III bei der Aufzeichnung des Österreichischen Kabarettpreises 2012

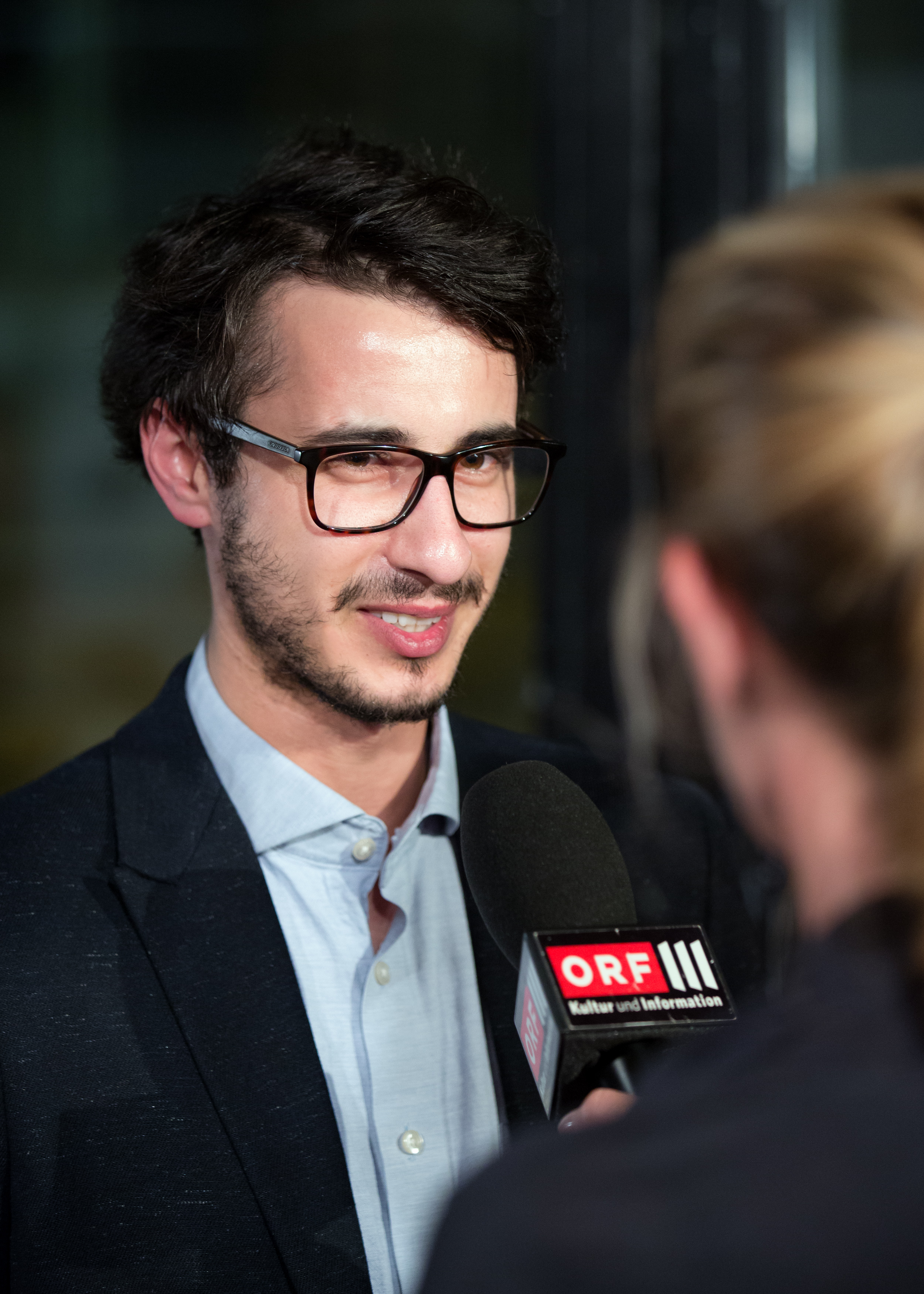
ORFIII-Interview mit Filmemacher Michał Błaszczyk bei VIS 2016

ORF III setzt seine Schwerpunkte insbesondere auf ausführliche und kompetent moderierte Interviews zu Themen aus den Bereichen Europapolitik und Kultur (z. B. Kultur Heute, ORF III AKTUELL), Übertragungen von bedeutenden Opern-, Theater- und Konzertaufführungen aus der ganzen Welt (Erlebnis Bühne), Zeitgeschichte-Themen insbesondere um den Zweiten Weltkrieg (zeit.geschichte), in denen vor allem Hugo Portisch mit seinen monumentalen Dokumentarreihen Österreich I und Österreich II eine wichtige Rolle für ORF III einnahm, sowie auf Filme aus Österreich (Der österreichische Film). Politik live bringt alle Debatten des Nationalrats und des Bundesrates live und in voller Länge sowie parlamentarische Enqueten.
Unter ORF-III-Chefredakteurin Ingrid Thurnher wurde das Informationsangebot erheblich ausgebaut und seit 2018 noch um zwei weitere Informationsleisten ORF III AKTUELL und die werktäglichen Vorabendsendungen Österreich Heute und Österreich Heute – Das Magazin ergänzt.
ORF III setzt auf wenige Moderatoren, die dafür in ihrem jeweiligen Fach Experten sind – so ist ORF-Kulturlady Barbara Rett für Klassik, Konzert und Oper zuständig (Erlebnis Bühne), ehemals Journalistenlegende Hugo Portisch für Zeitgeschichte (zeit.geschichte), Kulturjournalist Heinz Sichrovsky für Literatur und Theater (erLesen, Sichrovskys Foyer), Karl Hohenlohe für Kunst, Antiquitäten und historische Gebäude (Aus dem Rahmen, Was schätzen Sie …?), Regisseur Erich Pröll für spektakuläre Tier- und Naturaufnahmen (Wilde Reise mit Erich Pröll),  Siegfried Meryn für Gesundheit und Medizin (MERYNS Sprechzimmer) und Dialektmusikerin Birgit Denk für Unterhaltung und Musik (DENK mit KULTUR).  Meteorologe Andreas Jäger präsentierte in den Bereichen für Wissenschaft, Forschung und Meteorologie die Sendungen Quantensprung, Berggespräche.
Die werktäglichen Magazine werden moderiert von Peter Fässlacher und Ani Gülgün-Mayr (Kultur Heute), die auch mit Spezialsendungen überall zugegen sind, wo Kultur passiert. Christine Mayer-Bohusch betreut den Morgen (aktuell, Österreich Heute) gemeinsam mit Reiner Reitsamer, der als Politikexperte ebenso in Sondersendungen und in der Talkrunde Zur Sache zu sehen ist, die im Wechsel mit Wolfgang Geier moderiert wird. Als ORF-III-Chefredakteurin zeichnete bis Ende 2021 Moderatorin Ingrid Thurnher für das Programm verantwortlich. Interimistisch wurde nach deren Abgang die Chefredaktion von Astrid Wibmer gemeinsam mit Reiner Reitsamer übernommen, bis Lou Lorenz-Dittlbacher ab Ende 2021 als Chefredakteurin eingesetzt wurde.
Der Fokus des ORF-III-Programms liegt auf qualitativen Eigenproduktionen aus Österreich. Deshalb fließen auch 90 % des Programmbudgets in die österreichische Produzentenlandschaft.

### Eigenproduktionen
Aus dem Rahmen wirft einen Blick in die österreichischen Museen und Galerien. Moderator Karl Hohenlohe stellt einmal monatlich ein Museum oder eine Kunstgalerie in Österreich vor.
erLesen ist die ORF-III-Büchersendung moderiert von Heinz Sichrovsky. Zu Gast sind neben meist österreichischen Schriftstellern auch andere Prominente aus den Bereichen Kunst und Kultur. Die Sendung wird 14-täglich dienstags ausgestrahlt.
Im Brennpunkt setzt sich mit dem Zeitgeschehen, insbesondere Konfliktsituationen in Politik und Gesellschaft weltweit und mit besonderem Fokus auf Österreich auseinander.
In Inside Brüssel wird jeden Donnerstag live aus dem EU-Parlament mit EU-Abgeordneten und Journalisten zu vorwiegend europäischen Themen aus europäischer Perspektive diskutiert:
- Ursprünglich wurde Inside Brüssel als eigenes 45-Minuten-Format jeweils um 22.25 Uhr gesendet. Nach Raimund Löw, der die Sendung erfunden und konzipiert hatte, übernahm im März 2015 Peter Fritz die Moderation.[11][12]
- Im Herbst 2021 wurde die Sendung auf 25 Minuten gekürzt, zwar weiterhin jeweils am Donnerstag gesendet, jedoch in die werktägliche Live-Nachrichtenstrecke ORF III AKTUELL am Vormittag verlegt. Moderiert wird seither von Raffaela Schaidreiter, die zu dem Zeitpunkt zur Leiterin des ORF-Korrespondentenbüros in Brüssel wurde.[13]

Kultur Heute ist die werktägliche Kulturinformationssendung um 19.50 Uhr mit tagesaktueller Berichterstattung aus dem Bereich Kunst und Kultur in Österreich. Seit Herbst 2012 wird regelmäßig ein Studiogast zu tagesaktuellen Thematiken der Kulturwelt eingeladen. Es moderieren Peter Fässlacher und Ani Gülgün-Mayr.
Die Salzburger Festspielgespräche führt Barbara Rett mit Protagonisten, Sängern, Dirigenten und Musikern u. a. am Rande der Salzburger Festspiele. Die 10-minütigen Interviews bilden während der Festspielzeit den Auftakt zum ORF-III-Hauptabend.
treffpunkt medizin befasst sich im 14-täglichen Rhythmus mit den verschiedensten Themen rund um Gesundheit, medizinische Wissenschaft und Forschung. Experten bereiten die komplexen medizinischen Themen verständlich auf.
In MERYNS sprechzimmer lädt Siegfried Meryn mittwochs im Spätabend Experten aus dem Gesundheitsbereich zur Diskussionsrunde über medizinische Thematiken.
Was schätzen Sie …? ist eine von Karl Hohenlohe moderierte Sendung, in der Personen von ihnen ausgesuchte private Wertgegenstände vorstellen und im Dorotheum von Experten schätzen lassen können.
In der Reihe DENK mit KULTUR sprach und musizierte Dialektsängerin Birgit Denk mit je einem Gast aus dem Bereich der Hochkultur sowie der Populärkultur.
science.talk war eine jeden zweiten Mittwoch im Monat von Barbara Stöckl moderierte Wissenschaftssendung, in denen renommierte österreichische und internationale Forscher und Wissenschafter zu Wort kamen.
Der Meteorologe und ehemalige ORF-III-Moderator Andreas Jäger setzte sich im Wissenschaftsmagazin Quantensprung zweiwöchentlich am Mittwoch mit szientistischen Thematiken auseinander und traf Experten aus dem jeweiligen Bereich. In den Berggesprächen ging er mit prominenten Gästen wandern, bergsteigen oder skifahren und führte dabei ausführliche Interviews.
Im ORF-III-Format Kabarett im Turm präsentieren österreichische Kabarettisten ihre aktuellen Programme im Samstagspätabend-Programm.
In GartenKULT führt Katharina Gritzner an der Seite von Josef Starkl durch verschiedene Gärten und erklärt Hobbygärtnern und solchen, die es werden wollen, wie diese angelegt wurden.
Naturfilmer Erich Pröll führt immer donnerstags in Wilde Reise mit Erich Pröll an die schönsten Naturschausplätze Österreichs und der Welt.
Im Gesprächsformat Wiener Vorlesungen werden Protagonisten des intellektuellen Lebens zur Diskussion gebeten.
In der Diskussionssendung Zur Sache diskutieren freitags hochkarätige Gäste über aktuelle Themen, die bewegen.
Seit Oktober 2018 präsentiert Gerald Fleischhacker als Gastgeber das monatliche Kabarettformat Die Tafelrunde.

## Einschränkungen

### Bewerbung, Vermarktung
Nachdem die Medienbehörde KommAustria grünes Licht für den neuen Informations- und Kulturspartenkanal ORF III gegeben hatte, erlegte die Behörde dem ORF zwei wesentliche Einschränkungen in puncto Werbung auf: So ist es untersagt, den neuen Sender mittels sogenannter Cross-Promotion in anderen ORF-Programmen zu bewerben; Werbezeiten für ORF III dürfen außerdem nicht in einem gemeinsamen Paket mit Werbezeiten auf anderen Programmen angeboten werden. Mit den Einschränkungen bei der Bewerbung und Vermarktung von ORF III will die Medienbehörde „sicherstellen, dass die negativen Auswirkungen auf den Wettbewerb am TV-Markt durch das neue ORF-Angebot nicht unverhältnismäßig sind“.

### Inhalt
Beschränkungen hinsichtlich konkreter Programminhalte gibt es nicht. Solche Auflagen sind der Behörde gesetzlich nicht erlaubt, „um die redaktionelle Freiheit des ORF zu wahren“. Die Zustimmung der Medienbehörde zum neuen Spartensender und einem begleitenden Onlineangebot war eine gesetzliche Voraussetzung dafür, dass ORF III auf Sendung gehen konnte.

## Problemfelder

### Bundeswettbewerbsbehörde
Die Bundeswettbewerbsbehörde (BWB) hatte in ihrer Stellungnahme zum Genehmigungsverfahren bei der Medienbehörde kritisiert, dass der Name „ORF III“ ein drittes Vollprogramm insinuiere, was bei einem Spartenkanal nicht der Fall sei. ORF-Generaldirektor Alexander Wrabetz sah jedoch keinen Grund, den Namen des neuen Spartensenders für Information und Kultur zu ändern, da er die Kritik nicht nachvollziehen könne.

### Fehlender Kollektivvertrag
Fünf Jahre nach der Gründung des Senders protestierte der Großteil der Belegschaft „ohne jeden Kollektivvertrag“ angestellt zu sein. Am 13. Dezember 2016 übermittelten die Beschäftigten eine Resolution der gemeinsamen Betriebsversammlung an die Geschäftsführung, mit der sie einforderten, „dass die Gespräche über unsere Arbeits- und Beschäftigungsverhältnisse rasch und konstruktiv zu einem für uns zufriedenstellenden Abschluss gebracht werden“, wie der Zentrabetriebsratschef Gerhard Moser zitiert wurde. So hieß es in der Resolution u. a.: „Dass Journalistinnen im führenden österreichischen Medienunternehmen im Gewerbe-KV oder gänzlich ohne KV angestellt sind, ist politisch, moralisch und arbeitsrechtlich untragbar.“

## Empfang

### Satellit
Empfangbar ist ORF III über Kabel oder über Satellit auf der Frequenz des Vorgängers TW1. Aus lizenzrechtlichen Gründen wird über Satellit verschlüsselt ausgestrahlt. Für die Entschlüsselung ist eine aktive ORF-DIGITAL-SAT-Karte Voraussetzung.
- Satellit: Astra 19,2° Ost
- Transponder: 115
- Downlink-Frequenz: 12,66275 GHz
- Symbolrate (MS/s): 22000
- Fehlerschutz (FEC): 5/6
- Polarisation: Horizontal

ORF III HD
Ab August 2014 wurde ORF III in High Definition via Satellit auf einem neuen Transponder verschlüsselt im Testbetrieb ausgestrahlt. Der Regelbetrieb wurde – gemeinsam mit ORF SPORT+ HD und den Regionalprogrammen von ORF2 HD – am 25. Oktober 2014 aufgenommen.
- Satellit: Astra 19,2° Ost
- Transponder: 5
- Downlink-Frequenz: 11,273 GHz
- Symbolrate (MS/s): 22000
- Fehlerschutz (FEC): 2/3
- Polarisation: Horizontal
- Video-PID: 3080
- Audio-PID: 3081
- PCR-PID: 3080

### Terrestrik
ORF III wird auch in den österreichischen Ballungsräumen verschlüsselt via DVB-T2 (Mux B) ausgestrahlt.
Seit 15. November 2012 wird das Programm auch landesweit in Südtirol, seit Juni 2013 auch in Trentino, verbreitet.

## Screen Design
Nach ORF 1 und ORF 2 wird der dritte ORF-Sender anders geschrieben, auch die Logos werden bis auf den „Ziegel“ unterschiedlich gestaltet. Eine bewusste Entscheidung, meinte Alexander Wrabetz: „Man zeigt die Familie, aber gleichzeitig auch die Unterschiedlichkeit“. Das Design der Programmvorschau ist den drei Balken (welche wie Ordner in einem Archiv angeordnet sind) im Logo angepasst. Wie bei ORF 1 erhält dort jede Programmsäule ein anderes Farbschema. Häufig, so auch im Cornerlogo, wird dem Logo der Beisatz „Kultur und Information“ angehängt. Dieses Cornerlogo ist in Graustufen gehalten, gelegentlich, zum Beispiel bei der Programmvorschau, wird es im Farbschema zum entsprechenden Thema gezeigt. Das ursprüngliche Cornerlogo von ORF III wurde in einem dunklen Grauton gehalten, mittlerweile ist es hellgrau, vergleichbar mit den übrigen ORF-Programmen.

Ursprüngliches Cornerlogo
Aktuelles Cornerlogo
Beispiel für das Cornerlogo während der Vorschau einer Dokumentation
HD-Logo